# آن كوسنز
آن كوسنز (بالإنجليزية: Anne Coesens)‏ هي ممثلة بلجيكية ولدت في يوم 9 يوليو 1968. بدأت التمثيل في سنة 1986، مثلت في عدة أفلام ومسلسلات ومسرحيات، مثلت في فيلم غير شرعي في 2010 وحياتي وردية في 1997 وغداَ نتحرك في 2004 وديامانت 13 في 2009. هي حاصلة على جائزة ماغريت كأفضل ممثلة في فيلم غير شرعي في سنة 2011.